# Brian Muir (pilota automobilistico)
Brian Muir (Sydney, 30 giugno 1931 – Silverstone, 11 settembre 1983) è stato un pilota automobilistico australiano.
Nel 1965 arrivò terzo assoluto nell'Australian Touring Car Championship. Nel 1968 arrivò secondo nel British Saloon Car Championship (BTCC) guidando una Ford Falcon dietro al collega australiano Frank Gardner. Due anni dopo arrivò terzo nel BTCC, e nello stesso anno vinse nel RAC Tourist Trophy, il più longevo e uno dei più prestigiosi premi negli sport motoristici a livello internazionale; guidò una Chevrolet Camaro fino alla bandiera a scacchi, facendo di lui il primo australiano a vincere il trofeo. Nel 1973 arrivò secondo nel Campionato Europeo Turismo. Ha anche gareggiato regolarmente nella 24 Ore di Le Mans guidando al fianco di piloti del calibro di Jackie Oliver, Graham Hill e Jacky Ickx, e ha vinto la 1000 km di Catalunya nel 1968 (con Francisco Godia Sales).
L'ultima gara a cui Muir ha partecipato è stata il RAC Tourist Trophy prima di morire mentre tornava a casa.